# Pellenes inexcultus
Pellenes inexcultus es una especie de araña araneomorfas de la familia Salticidae.

## Distribución geográfica
Es endémica de la isla Santa Elena.